# 부산 연산동 고분군
부산 연산8동
부산 연산동 고분군(釜山 蓮山洞 古墳群)은 부산광역시 연제구 연산동에 있는 무덤이다. 2017년 6월 30일 대한민국의 사적 제539호로 지정되었다.
5세기 후반에서 8세기 전반에 조성된 삼국 시대 고분군인 연산동 고분군은 배산(盃山, 254m) 북쪽의 완만한 구릉 능선을 따라 18기의 봉분(封墳)이 일렬로 배치되어 있고, 경사지에는 1천 여 기의 고분이 분포하고 있다. 지금까지 조사된 영남지역 삼국 시대 고분군 중 가장 규모가 큰 수혈식 석곽묘(구덩식 돌덧널무덤)가 확인된 연산동 고분군은 신라와 가야의 고분 축조 특징을 모두 지니고 있다. 또한 부산 지역과 신라의 특징을 보여주는 유물이 함께 출토되어 5~6세기 부산과 영남 지역의 고대사 연구에 중요한 유적이다.

## 사적 승격 사유
5세기 후반에서 8세기 전반에 조성된 삼국 시대 고분군인 연산동 고분군은 배산(盃山)에서 북쪽으로 내려오는 완만한 구릉의 능선을 따라 18기의 봉분(封墳) 일렬로 배치되어 있고, 경사지에는 1천 여 기의 고분이 분포하고 있다.
1987년부터 2013년까지 7차례에 걸쳐 발굴조사를 한 결과, 지금까지 조사된 영남지역 삼국시대 고분군 중 가장 규모가 큰 수혈식 석곽묘(구덩식 돌덧널무덤)가 확인되었다.
부산 연산동 고분군은 삼국 시대 무덤 축조기술을 알 수 있어 그 가치가 높은데, 대표적인 특징으로는 ▲ 석곽 내부를 점토로 발라 마감, ▲ 빗물이 석곽 내부로 스며드는 것을 막기 위해 부엽공법 이용, ▲ 마사토를 이용하여 연약 지반을 강화하고 봉분의 하중을 분산, ▲ 봉분을 견고하게 쌓기 위해 다양한 크기의 점토 덩어리 사용, ▲ 거대 뚜껑돌 이동을 위한 목재 사용 등이다.
연산동 고분군은 신라와 가야의 고분 축조 특징을 모두 지니고 있고, 출토유물도 부산 지역만의 특징을 보여주는 유물과 신라의 특징을 보여주는 유물이 함께 출토되어 5~8세기 부산과 영남 지역의 고대사 및 고대 문화 연구에 중요한 유적으로 주목된다.

## 문화재 지정 및 명칭 변경
1972년 6월 26일 부산광역시의 기념물 제2호 연산동고분군로 지정되었다가, 2014년 9월 3일 연산동 고분군으로 명칭이 변경되었다. 2017년 3월 2일 대한민국의 사적 지정 예고를 거쳐, 2017년 6월 30일 대한민국의 사적 제539호 부산 연산동 고분군으로 지정되었다.

## 갤러리

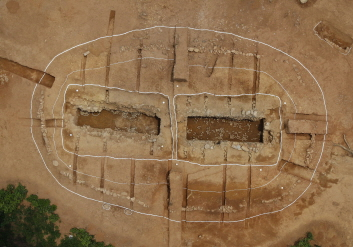
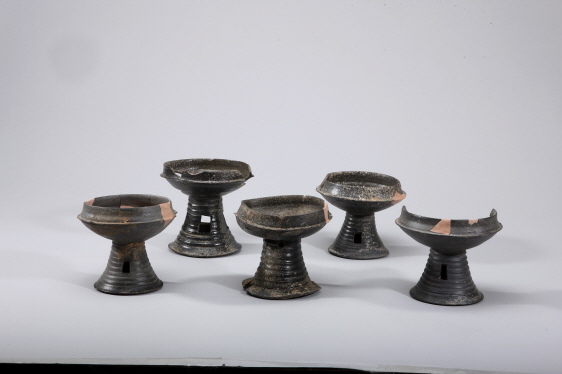
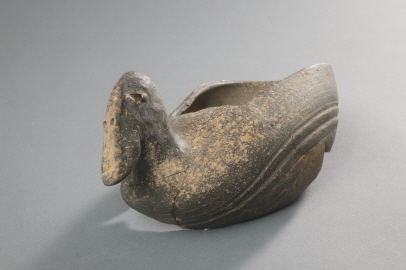
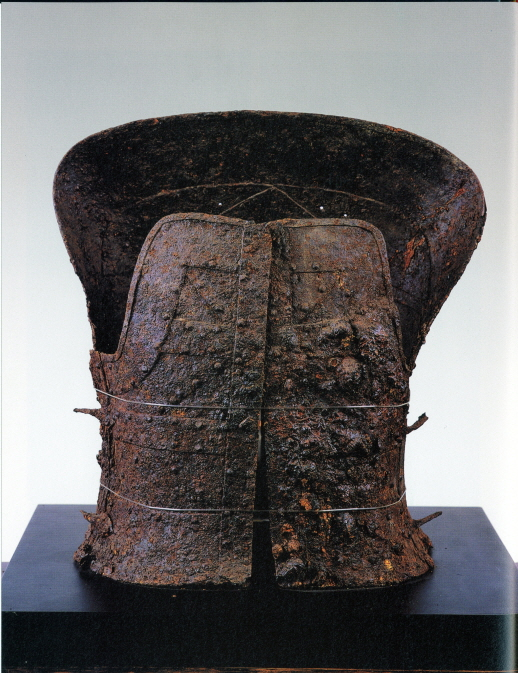

## 참고 문헌
- 이 문서에는 다음커뮤니케이션(현 카카오)에서 GFDL 또는 CC-SA 라이선스로 배포한 글로벌 세계대백과사전의 "《부산 연산동 고분군》" 항목을 기초로 작성된 글이 포함되어 있습니다.

## 참고 자료
- 부산 연산동 고분군 - 국가유산청 국가유산포털